# Manuel Bárcena Andrés

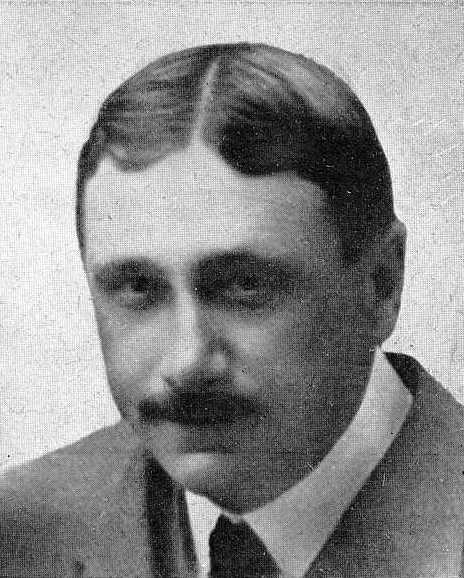

Manuel Bárcena Andrés-García, II Conde de Torrecedeira, nacido en Vigo en 1877 y difunto en Cedeira el 10 de abril de 1927, fue un diplomático y empresario gallego.

## Trayectoria
Primogénito del matrimonio entre Manuel Bárcena Franco, I Conde de Torrecedeira, y Dolores de Andrés-García López. Fue cónsul de Inglaterra en Vigo y primer presidente del Celta de Vigo. Heredó el título nobiliario en 1908.
Se casó el 31 de agosto de 1904 en San André de Cedeira con Obdulia Castro Montenegro, hija de Felipe Castro y Amparo Montenegro Sierra. De este matrimonio nacieron doce hijos, cuatro mujeres y ocho hombres, entre los cuales estaban Manuel Bárcena Castro III Conde de Torrecedeira y Felipe Bárcena Castro IV Conde de Torrecedeira.